# 83e division d'infanterie (États-Unis)
La  83e Division d'Infanterie est une des divisions d'infanterie de l'armée américaine (U.S. Army).

## Création et différentes dénominations
La  83e Division d'Infanterie a été créé en septembre 1917 au cours de la Première Guerre mondiale.
Après avoir été dissoute en octobre 1919, elle est recréée le 15 août 1942.

## Historique

### Première Guerre mondiale
La 83e division est créée en septembre 1917 et débarque en France juin 1918.
La 83e DI est une division de dépôt, qui fournit plus de 195 000 officiers et hommes de troupe en remplacement des pertes en particulier en France.
La division, en tant que telle, ne prend part à aucune action ; toutefois certaines unités de la division comme le 332e régiment d'infanterie qui combat sur le front Italien.
L'unité est dissoute en octobre 1919.

### Seconde Guerre mondiale
La 83e division d'infanterie est recréée le 15 août 1942 sous le commandement du général Frank W. Milburn. En janvier 1944, le commandement de la division est transmis au général Robert C. Macon et elle débarque en Grande-Bretagne le 6 avril 1944, où elle s'entraîne au pays de Galles, avant de débarquer en France le 18 juin 1944, à Omaha Beach.
À partir du 27 juin, elle est engagée dans la bataille des Haies au sud de Carentan, où elle rencontre une forte opposition jusqu'au 25 juillet.
Après une période de remplacement et de formation, la division prend la route et arrive à Chateauneuf le 5 août, Dinard le 7 août et met le siège devant de Saint-Malo qui sera libérée le 17 août. Une partie des éléments reste en place, jusqu'au 2 septembre, face à l'île de Cézembre, dont la garnison refuse de se rendre, pendant que les forces principales stationnant au sud de Rennes effectuent des reconnaissances et de protection de la rive nord de la Loire.
Le 16 septembre 1944, sur le pont de Beaugency le major général Botho Henning Elster, 18 850 hommes et 754 officiers se rendent à la 83e DIUS.
La division se dirige ensuite vers le Luxembourg qu'il atteint le 25 septembre remplaçant immédiatement la 28e division d'infanterie à Remich.
Elle effectue des patrouilles le long de la Moselle et contient plusieurs contre-attaques avant de libérer Grevenmacher et Echternach puis d'avancer vers la ligne Siegfried et la Sauer le 7 octobre et attaque la région Konz le 5 novembre.
La division combat ensuite dans la forêt de Hürtgen puis dans les Ardennes et attaque, le 27 décembre, Rochefort pour tenter de réduire le saillant.
Le 22 janvier 1945, la division est mise au repos et recomplétée. Le 23 mars dans le cadre de l'opération Grenade, elle avance vers le Rhin et s'empare de Neuss puis traverse, le 29 mars, le Rhin au sud de Wesel et s'avance dans la plaine de Münster vers la Weser, qu'elle traverse à Bodenwerder.
Les troupes allemandes étant désintégrées, la 83e DIUS, prend Halle le 6 avril, franchit la Leine le 8 avril 1945 pousse vers l'est dans la région du Harz puis s'empare le 13 avril de Barby sur l'Elbe où elle établit une tête de pont.
Le 11 avril 1945 la 83e découvre Langenstein-Zwieberge, une annexe du camp de concentration de Buchenwald. Les soldats découvrent, dans le camp, près de 1 100 détenus, mal nourris et en très mauvaise condition physique.
La 83e a indiqué que le taux de mortalité dans ce camp était de 500 par mois et que les prisonniers étaient contraints de travailler 16 heures par jour dans les mines de proximité, puis, lorsqu'ils étaient devenus trop faibles pour travailler ils étaient fusillés. Après la libération du camp, le taux de mortalité a continué d'être d'environ 25-50 personnes par jour, en raison de la faiblesse physique extrême des prisonniers. Afin de ralentir la propagation des maladies et de la mort, la 83e DIUS a ordonné au maire allemand de la ville d'approvisionner le camp avec de la nourriture et l'eau.
Des fournitures médicales ont été réquisitionnées dans les hôpitaux de campagne de l'armée américaine. En outre, la 83e DIUS a récupéré des documents qui ont été utilisés par les enquêteurs des crimes de guerre.

## Composition
Organisation de la division lors de sa réactivation en août 1942.
- 329th Infantry Regiment
- 330th Infantry Regiment
- 331st Infantry Regiment
- 322nd Field Artillery Battalion (obusiers de 105mm)
- 323rd Field Artillery Battalion (obusiers de 105mm)
- 324th Field Artillery Battalion (obusiers de 155mm)
- 908th Field Artillery Battalion (obusiers de 105mm)
- 83rd Signal Company
- 783rd Ordnance Company
- 83rd Quartermaster Company
- 83rd Reconnaissance Troop
- 308th Engineer Battalion
- 308th Medical Battalion

## Théâtres d'opérations
- Première Guerre mondiale
  - 1918
    - Front Italien
- Seconde Guerre mondiale
  - Bataille des Haies
  - Libération de Saint-Malo
  - Bataille des Ardennes
  - Bataille de la forêt de Hürtgen
  - Libération du camp de Langenstein-Zwieberge

## Personnalités
- Sergeant Ralph G. Neppel, l'unique récipiendaire de la Medal of Honor pour la division.
- Tony Vaccaro, photographe.
- Neville Brand, acteur.